# Моричес (Нью-Йорк)
Моричес (англ. Moriches) — переписна місцевість (CDP) в США, в окрузі Саффолк штату Нью-Йорк. Населення — 3026 осіб (2020).

## Географія
Моричес розташований за координатами 40°48′19″ пн. ш. 72°49′37″ зх. д. / 40.80528° пн. ш. 72.82694° зх. д. (40.805396, -72.826868).  За даними Бюро перепису населення США в 2010 році переписна місцевість мала площу 5,90 км², з яких 5,31 км² — суходіл та 0,59 км² — водойми.

## Демографія
Згідно з переписом 2010 року, у переписній місцевості мешкало 2838 осіб у 1322 домогосподарствах у складі 775 родин. Густота населення становила 481 особа/км².  Було 1475 помешкань (250/км²).
Расовий склад населення:
| - 89,8 % — білих - 2,8 % — чорних або афроамериканців - 2,8 % — азіатів - 0,2 % — корінних американців - 3,0 % — осіб інших рас |

До двох чи більше рас належало 1,4 %. Частка іспаномовних становила 8,7 % від усіх жителів.
За віковим діапазоном населення розподілялося таким чином: 15,6 % — особи молодші 18 років, 62,2 % — особи у віці 18—64 років, 22,2 % — особи у віці 65 років та старші. Медіана віку мешканця становила 44,5 року. На 100 осіб жіночої статі у переписній місцевості припадало 93,6 чоловіків;  на 100 жінок у віці від 18 років та старших — 93,1 чоловіків також старших 18 років.
Середній дохід на одне домашнє господарство  становив 81 798 доларів США (медіана — 57 656), а середній дохід на одну сім'ю — 92 159 доларів (медіана — 59 271). За межею бідності перебувало 6,0 % осіб, у тому числі 4,2 % дітей у віці до 18 років та 2,0 % осіб у віці 65 років та старших.
Цивільне працевлаштоване населення становило 1325 осіб. Основні галузі зайнятості: освіта, охорона здоров'я та соціальна допомога — 31,5 %, роздрібна торгівля — 11,5 %, науковці, спеціалісти, менеджери — 10,9 %.